# 彼得·阿尔滕贝格

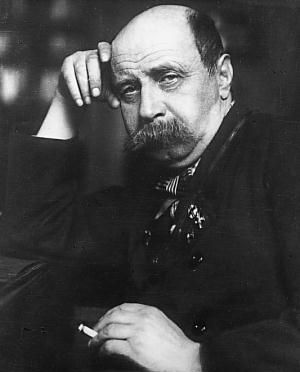
彼得·阿尔滕贝格

彼得·阿尔滕贝格（德語：Peter Altenberg；1859年3月9日—1919年1月8日），原名里夏德·恩伦德尔（Richard Engländer），奥地利作家。

## 作品
- 1896年 Wie ich es sehe
- 1908年 Märchen des Lebens
- 1919年 Mein Lebensabend